# Сухий закон у США

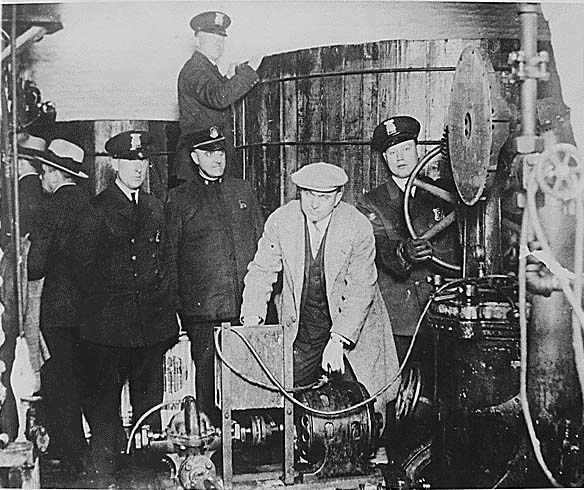
Поліцейські Детройта інспектують обладнання, знайдене в підпільній пивоварні періоду «сухого закону»

Сухий закон у США — національна заборона на продаж, виробництво та транспортування алкоголю, яка діяла у США протягом 1920—1933 років. «Антисалунна ліга» та сільські протестанти з обох владних партій США очолювали так званий «Сухий» рух.

## Історія

### Передумови
Алкогольні обмеження спочатку мали інші підстави та мету: їхнім тлом був соціально-політичний протест американських жінок, яким не дозволялося відвідувати ані салунів, ані кабінок для голосування. Від 1873 року діяв Жіночий християнський союз утримання, який у 1890-х роках змінила Антисалунна ліга. Склад останньої був неоднорідний, оскільки поєднував і непитущих, і малопитущих, і тих питущих, які випивали самі, але іншим цього права віддавати не хотіли. Окрім того, до будь-яких соціальних зрушень долучаються й інші сили, як-от євангелісти чи «протестанти заради протесту».
Атмосферу тих часів гарно висвітлено у романах «Хатина дядька Тома» Гаррієт Бічер-Стоу та «Десять ночей у барі та що я там бачив» (англ. Ten Nights in a Bar-Room and What I Saw There) Т. Ш. Артура (англ. Timothy Shay Arthur).
У різних штатах обмеження щодо заборони алкоголю ухвалювалися (наприклад, у штаті Мен у 1851 році чи в Айові у 1882 році), але вони або скасовувалися через нездійсненність, або виявлялися неефективними через контрабанду із сусідніх «безсухих» штатів. У 1905 році прихильниками «сухого закону» були Канзас, Мен, Небраска і Північна Дакота. У 1912 році він охопив уже дев'ять штатів, а до 1916 року різні обмеження діяли у 26 штатах. Окрім вакханалії щодо штатів із заборонами та без них, плутанина мала місце і з видами напоїв (щодо віскі, вина, пива підходи різнилися).

### Сухий закон
У розпал Першої світової війни, в яку США вступили в 1917 році, задля збереження зернових запасів Конгрес США цього року ухвалив і направив на затвердження штатів проєкт поправки до Конституції про введення «сухого закону». У вересні 1917 року в країні було припинено виробництво віскі, а в травні 1919 року та ж доля спіткала виробництво пива.
«Сухий закон» було введено в дію Вісімнадцятою поправкою до Конституції США, що була ратифікована 16 січня 1919 року і набрала чинності 17 січня 1920 року. Поправка забороняла виготовлення, продаж і перевезення алкоголю у межах Сполучених Штатів Америки.

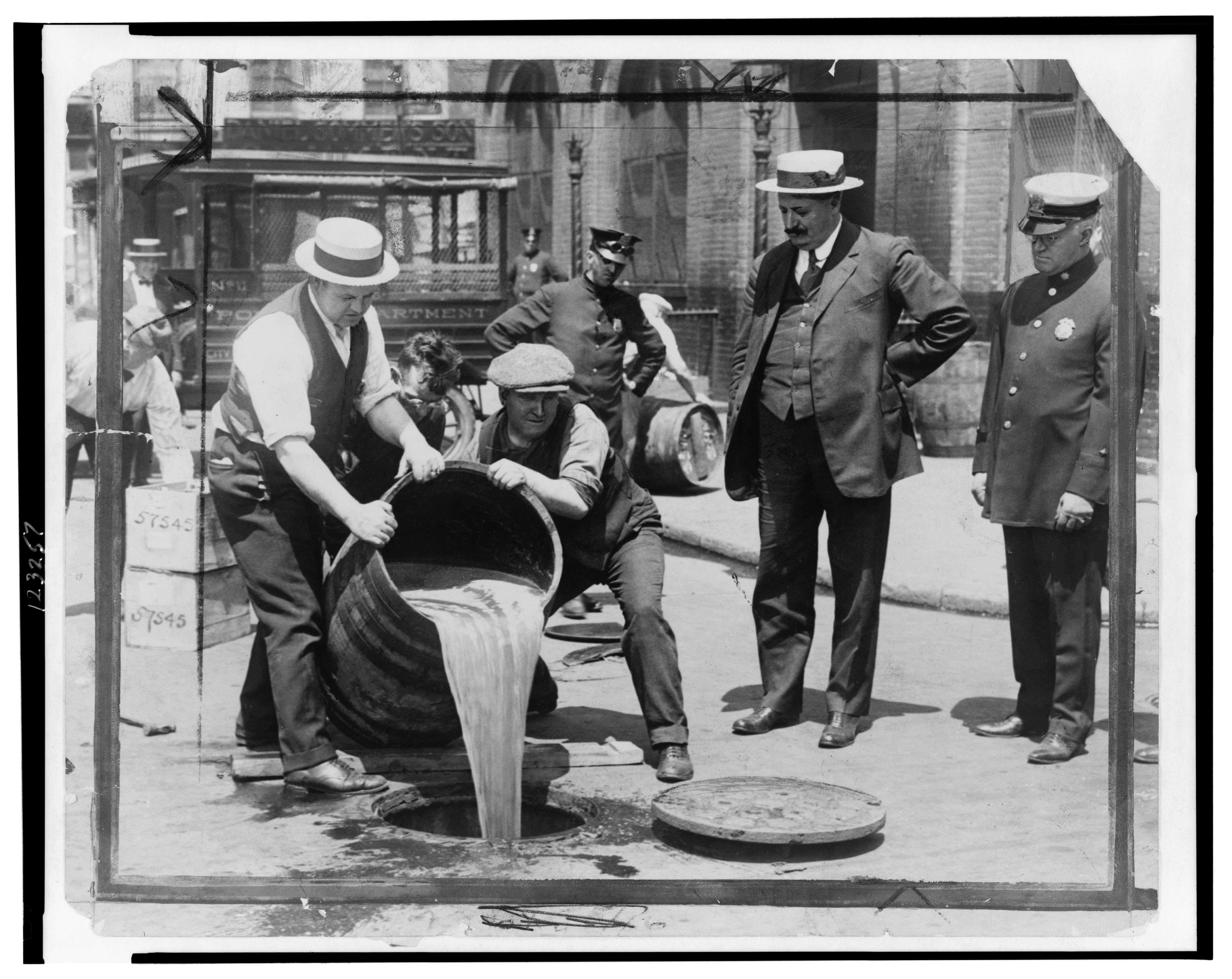
Знищення алкоголю під час дії «Сухого закону»

Для уточнення деяких пунктів поправки Конгрес США ухвалив «Закон Волстеда» (англ. Volstead Act). Президент Вудро Вільсон наклав вето на цей закон, але майже одразу вето подолала Палата представників, а наступного дня аналогічно проголосував Сенат. Закон встановив юридичне визначення алкоголю, а також штрафні санкції за його виробництво.
Хоча споживання алкоголю на території Сполучених Штатів зменшилося, проте завдяки введеним обмеженням почала зростати організована злочинність.

### Скасування обмежень
«Сухий закон» був скасований Двадцять першою поправкою до Конституції США, яка була ратифікована 5 грудня 1933 року. Штатам США було дозволено вводити свої власні закони щодо контролю за алкоголем.

## Наслідки

### Організована злочинність
Організована злочинність отримала потужний імпульс від заборони продажу алкоголю. До 1920 року американська мафія обмежувалася в своїй діяльності контролем проституції, азартними іграми і крадіжками. Проте нова заборона дозволила організувати підпільні мережі з виробництва та розповсюдження алкоголю. Вигідний, часто із застосуванням насильства, чорний ринок алкоголю почав розквітати. Заборона надала велику фінансову основу для процвітання організованої злочинності..
Знову-таки, почастішали випадки смертей від алкоголю (через вживання неякісної продукції) і корупції у правоохоронних органах.

### Винне виробництво
«Закон Волстеда» дозволяв індивідуальним фермерам виробляти певні види вина «за юридичною фікцією за умови, що це було неп'янким фруктовим соком для домашнього вжитку». Підприємливі фермери виробляли рідину та напівтвердий концентрат винограду, які часто називалися «винними цеглинами» або «винними блоками». Попит на цю продукцію дозволив каліфорнійським виноградарям збільшити їхні посівні площі приблизно на 700 відсотків протягом перших п'яти років «сухого закону».
«Закон Волстеда» також дозволяв продаж церковного вина священникам і священнослужителям та дозволяв рабинам санкціонувати продаж церковного вина фізичним особам на Шабат та інші свята для вжитку в себе вдома. Серед євреїв було затверджено чотири раввинські групи, що призвело до деякої конкуренції на членство, оскільки утримання сакраментальних ліцензій дозволяло збільшувати пожертвування на підтримку релігійної установи. Були відомі зловживання в цій системі, самозванцями або несанкціонованими особами, які використовували лазівки, щоб купити вино.

## В культурі
- Фільм Найп'янкіший округ у світі викриває деякі моменти тогочасного життя при Сухому Законі.